# Cerynea argentescens
Cerynea argentescens là một loài bướm đêm trong họ Erebidae.